# Alexander Wood (futbolista)
Alexander Lochian Wood (12 de junio de 1907, Lochgelly, Escocia - 20 de julio de 1987, Gary, Indiana) fue un futbolista estadounidense nacido en Escocia.

## Selección nacional
Jugó cuatro partidos con la selección estadounidense y disputó un mundial en 1930.

### Participaciones en Copas del Mundo
| Mundial                        | Sede    | Resultado    | PJ | Goles |
| ------------------------------ | ------- | ------------ | -- | ----- |
| Copa Mundial de Fútbol de 1930 | Uruguay | Tercer lugar | 3  | 0     |

## Clubes
| Club                   | País           | Año                |
| ---------------------- | -------------- | ------------------ |
| Bricklayers and Masons | Estados Unidos | Desconocido        |
| Holley Carburetor      | Estados Unidos | Desconocido - 1930 |
| Brooklyn Wanderers     | Estados Unidos | 1930 - 1931        |
| Leicester City         | Inglaterra     | 1933 - 1936        |
| Nottingham Forest      | Inglaterra     | 1936 - 1937        |
| Colchester United      | Inglaterra     | 1937 - 1938        |
| Chelmsford City        | Inglaterra     | 1938 - 1939        |